# Arla (namn)
Arla är ett fornnordiskt kvinnonamn. Det kan härstamma från namnet Arnlaug som är sammansatt av orden arn, örn och laug som betyder lovad, invigd. Arla kan även vara en nybildning av ordet arla som betyder tidigt.
Den 31 december 2014 fanns det totalt 102 kvinnor folkbokförda i Sverige med namnet Arla, varav 31 bar det som tilltalsnamn.
Namnsdag: saknas I Sverige. I den finlandssvenska namnsdagslängden har Arla namnsdag 20 april sedan 1973.